# Abax alternans
Abax alternans är en skalbaggsart som beskrevs av Thomas Casey. Abax alternans ingår i släktet Abax och familjen jordlöpare. Inga underarter finns listade i Catalogue of Life.